# Casea
Casea é um gênero de pelicossauro do Permiano Inferior da América do Norte.

## Espécies
- Casea broilii Williston, 1910 - encontrado na formação Arroyo, condado de Baylor, Texas;
- Casea nicholsi Olson, 1954 - encontrado na formação Vale, condado de Knox, Texas;
- Casea halselli Olson, 1954 - encontrado na formação Choza, condado de Foard, Texas;
- Casea rutena Sigogneau-Russell e Russell, 1974